# 興徳寺 (大阪市)
興徳寺（こうとくじ）は、大阪市天王寺区にある高野山真言宗の寺院。山号は隆法山。本尊は薬師瑠璃光如来。

## 歴史
聖徳太子在世中に法円坂付近に「薬師院」として創建される。天平年間（729年 - 749年）に行基が再興し、行基四十九院の一つに数えられる。この後、度々の兵火・火災を罹り、古記を失う。
1915年（大正4年）6月1日の火災で本堂・庫裏を失い、わずかに土蔵のみが残った。1945年（昭和20年）6月1日の第2回大阪大空襲により山門を残して全焼する。
1952年（昭和27年）に本堂が再建される。

## 境内
- 本堂 - 1952年（昭和27年）再建。
- 三宝荒神 - 高野山立里三宝荒神の分社。
- 六地蔵尊
- 庫裏
- 客殿
- 准提観音像 - 33尺（約10メートル）ある。
- 池
- 白龍神
- 融通地蔵堂
- 東海亀遊信士の墓 - チンドン屋の元祖といわれる勇亀の墓。
- 山門

## 前後の札所
摂津国八十八箇所
11 善福寺　-　12 興徳寺　-　13 大日寺
大坂三十三観音霊場
10 龍海寺　-　11 興徳寺　-　12 慶伝寺

## 交通
- 地下鉄長堀鶴見緑地線玉造駅より、南西に徒歩7分。
- 大阪環状線 玉造駅より、西に徒歩10分。